# Literatura LGBT de Costa Rica

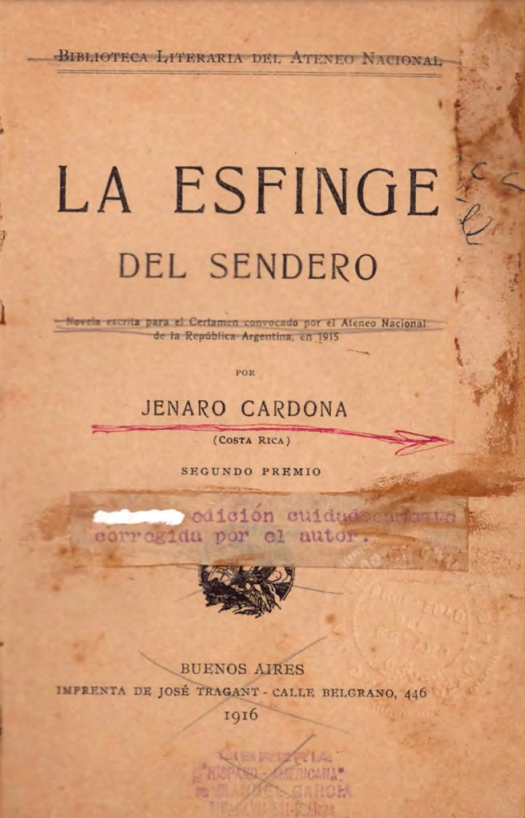
Portada de La esfinge del sendero (1916), primera obra literaria de Costa Rica en tratar la homosexualidad.

La literatura LGBT de Costa Rica comprende las obras literarias escritas por autores costarricenses que involucren tramas, temáticas o personajes que formen parte o estén relacionados con la diversidad sexual. Históricamente, la literatura LGBT en los países de América Central ha contado con una producción escasa en comparación con otros países de América o Europa. No obstante, el tema ha recibido mayor interés académico en Costa Rica en relación con el resto de países centroamericanos.
La referencia más antigua a una persona homosexual en la literatura nacional tuvo lugar en la novela La esfinge del sendero (1916), de Jenaro Cardona, aunque la misma dio una mirada negativa de la homosexualidad en que es presentada como síntoma de «descomposición» social. Las décadas siguientes mantuvieron esta caracterización negativa. La isla de los hombres solos (1963), de José León Sánchez, presenta la homosexualidad como un «vicio» en el contexto de los hombres detenidos en el Presidio de San Lucas, donde el narrador describe instancias de travestismo y constantes encuentros sexuales entre hombres.
La incursión del escritor Alfonso Chase marcó una nueva etapa en la representación literaria LGBT local, con obras como la colección de cuentos Mirar con inocencia (1973) y el poemario Los pies sobre la tierra (1978), en los que abordó la atracción homoerótica de forma mucho más directa. Esto también se vio en obras de Daniel Gallegos y José Ricardo Chaves publicadas en la época. Aunque esto significó un cambio en la representación de la homosexualidad masculina, la literatura lésbica costarricense continuó siendo casi inexistente, con excepciones como el poemario Hasta me da miedo decirlo (1987), de Nidia Barboza.
La década de 1990 vio el posicionamiento de José Ricardo Chaves como el principal exponente de la literatura LGBT nacional, primero con su novela Los susurros de Perseo (1994), pero sobre todo con Paisaje con tumbas pintadas en rosa (1998), novela en la que recuenta los estragos causados por la epidemia del VIH/sida en el país a través de la historia de Óscar, un hombre homosexual de clase media que vive en aparente tranquilidad antes de la llegada de la enfermedad pero luego debe ver morir a su pareja y mucho de sus amigos a causa de ella.
Con la llegada del siglo XXI apareció la novela lésbica Más allá del Parismina (2000), de Carmen Naranjo, que fue una de las primeras obras literarias costarricenses lésbicas y que sigue a una mujer que inicia una relación amorosa con otra luego de escapar de la violencia de género.  Otras obras notorias de principios del siglo fueron la novela El gato de sí mismo (2005), de Uriel Quesada, y la antología La gruta y el arcoíris (2008), editada por Alexánder Obando y considerada la primera obra de su tipo en América Central.

## SigloXX
La referencia más antigua a la homosexualidad de la que se tiene noticia en la literatura costarricense tuvo lugar en la novela La esfinge del sendero, publicada en 1916 por Jenaro Cardona. La novela, que obtuvo el segundo lugar en un concurso literario internacional organizado por el Ateneo de Buenos Aires, presenta al personaje del padre Hans, un religioso polaco homosexual que intenta seducir a Rafael, un joven seminarista a quien Hans imparte clases. La representación que realiza Cardona sobre la homosexualidad es enteramente negativa y es usada como forma de criticar los «vicios» que él identificaba en la sociedad de la época. La reacción de Rafael, quien rechaza los avances de Hans, es descrita en los siguientes términos:

Rafael María irguió con dignidad la cabeza y quedose mirando al padre Hans fijamente. Todo lo había comprendido a pesar de su ignorancia acerca de esos tremendos extravíos en que suelen caer por no se sabe qué horribles y misteriosas degeneraciones, ciertos seres depravados, que constituyen el último eslabón de la animalidad. ¿Conque era cierto que existían tales perversidades?

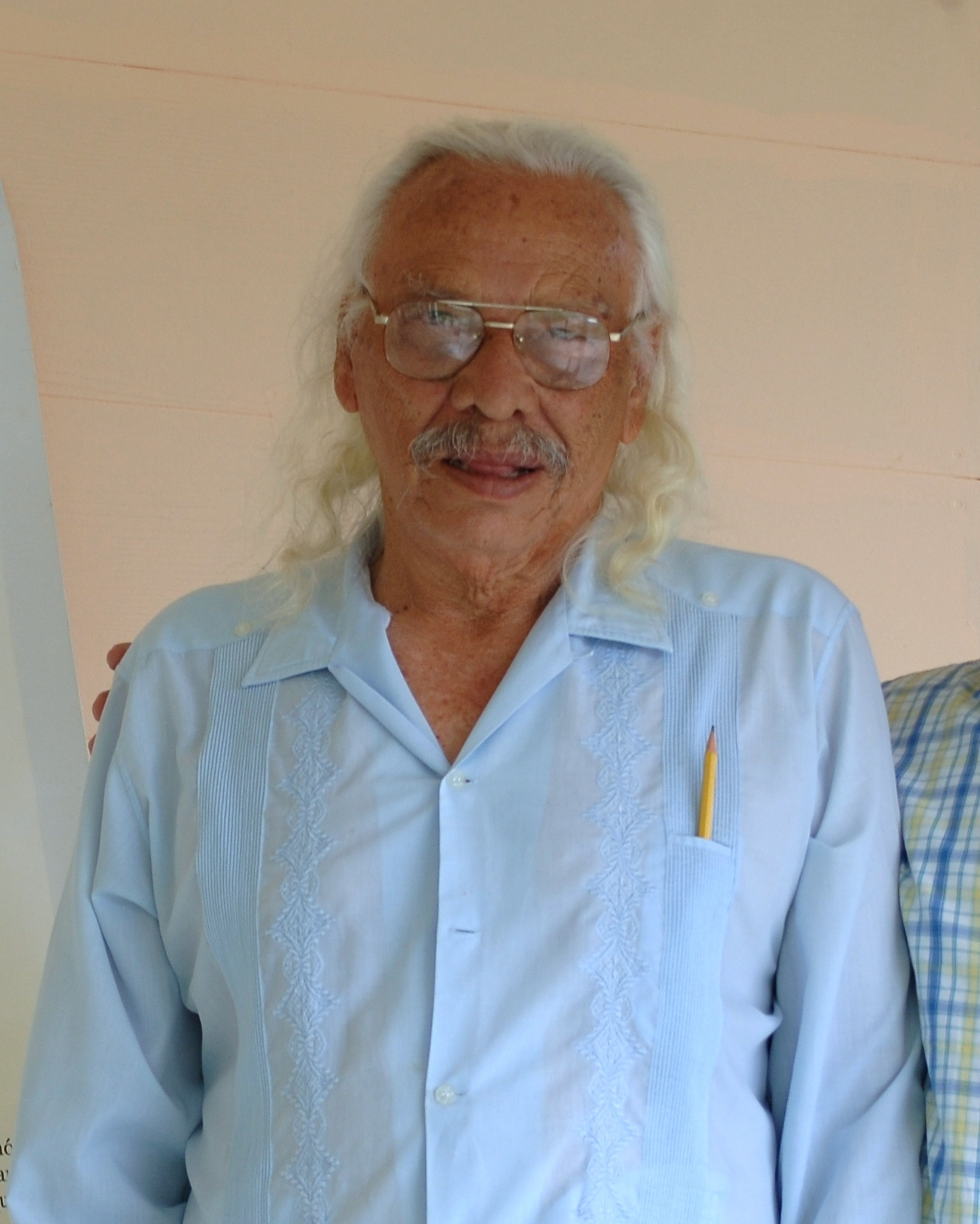
José León Sánchez, autor de La isla de los hombres solos (1963).

La homosexualidad continuó siendo retratada en la literatura como síntoma de «descomposición» social en las décadas siguientes. En 1963, José León Sánchez publicó la novela La isla de los hombres solos, que también se refiere de forma negativa a la diversidad sexual, aunque de forma un poco más humanizada. La obra fue escrita mientras León se encontraba preso en la penitenciaría de la Isla San Lucas y recuenta las experiencias de los detenidos en aquel presidio, con extensos detalles sobre la actividad sexual entre presos del mismo sexo que se desarrollaba durante las noches. El narrador, que detalla en particular el travestismo y la promiscuidad entre los detenidos, no participa de estos encuentros y se refiere de forma bastante negativa a los mismos, con calificativos de «vicio» y «asquerosa lacra de los penales». No obstante, la novela abrió un debate social en Costa Rica sobre la homosexualidad que influenciaría años más tarde la despenalización de la misma.
La representación literaria de la diversidad sexual vio un cambio marcado con la aparición de Alfonso Chase, primer escritor costarricense en hacer pública su homosexualidad. Desde sus primeras obras, como la novela corta  Los juegos furtivos (1968), Chase empezó a retratar protagonistas que se sienten incomprendidos en ambientes familiares y sociales opresivos. Las temáticas LGBT se volvieron explícitas en su colección de cuentos Mirar con inocencia (1973), donde incluyó relatos como «El hilo del viento», que muestra el nacimiento del amor entre dos niños varones y la tragedia que ocurre cuando los hermanos mayores del protagonista sienten celos hacia la conexión entre ambos. Chase continuó abordando la homosexualidad en sus obras posteriores, entre las que destaca Cara de santo, uñas de gato (1999), colección de cuentos en que la mitad de los mismos es de temática homoerótica; así como en su poesía, de la que destaca la obra Los pies sobre la tierra (1978). Este poemario se caracteriza por las descripciones cargadas de sensualidad y ternura del cuerpo humano, como se puede apreciar en el siguiente fragmento del poema «Sobre los ángeles»:

Durante mucho tiempo hui de los ángeles.
Del esplendor de su joven virilidad sin tiempo
y ese saber si estaban con los vivos
O vivían apenas con los muertos. Atraídos por mi mirada,
O por el aliento de mi boca, los he amado calladamente
y me ocultaba al esplendor de su gallardía,
Expuesta con valentía en las calles, parques
O cantinas.

La década de 1980 se caracterizó por la publicación de varias obras LGBT notorias, como la obra de teatro Punto de referencia (1983), de Daniel Gallegos, que muestra un triángulo amoroso entre dos hombres y una mujer, quien posteriormente tiene al hijo que ambos hombres buscan criar; la colección de cuentos La mujer oculta (1984), de José Ricardo Chaves, que incluyó tres relatos homoeróticos y ganó el premio Joven Creación de la Editorial Costa Rica; el poemario Hasta me da miedo decirlo (1987), de Nidia Barboza, considerado el primer libro de poesía lésbica del país; y el libro La formación de una contracultura (1989), de Jacobo Shifter, uno de los pocos libros LGBT costarricenses de no ficción.
El arribo de la epidemia de VIH al país se vio acompañado de un recrudecimiento en la persecución a las personas LGBT por parte de las autoridades policiales. Esta actitud negativa se reprodujo en obras literarias como Tiempos del sida: Relatos de la vida real (1989), de Myriam Francis, en la que el sida es presentado como un castigo por los «pecados» de cada uno de los protagonistas. La homosexualidad, en particular, es descrita por Francis como un «estilo de vida nocivo», un «precipicio» y una «moda» por la que los personajes ahora pagan al ser portadores de la enfermedad.
Durante la década de 1990, José Ricardo Chaves pasó a tomar el lugar de Alfonso Chase como el principal exponente de la literatura LGBT costarricense. En 1994, Chaves publicó la novela Los susurros de Perseo, en la que incluyó personajes homosexuales y transgénero en una variedad de ambientes y situaciones, desde la iniciación sexual de jóvenes hasta las interacciones en instituciones religiosas, prostíbulos y hogares. La siguiente novela de Chaves, Paisaje con tumbas pintadas en rosa (1998), es considerada una de las representaciones más realistas del mundo gay de Costa Rica de finales del siglo XX. La trama de la obra, que se ve franqueada por sucesos históricos como la Revolución Sandinista y la visita del papa Juan Pablo II a Costa Rica, sigue la historia de un hombre gay de clase media llamado Óscar que inicia una relación amorosa con un profesor llamado Mario, en un San José que los personajes sienten permisivo hacia su homosexualidad. No obstante, todo cambia con la llegada del VIH, que lleva a una generalización del odio homofóbico y la represión y provoca la muerte de Mario y muchos de los amigos de Óscar.
A diferencia de la obra de Myriam Francis, Paisaje con tumbas pintadas en rosa ofrece una mirada empática y política de lo que significó en el país la epidemia de VIH/sida, que en la novela es presentada de forma apocalíptica dados los estragos que causó en la población homosexual en la década de 1980. La sombra de la muerte se presenta incluso antes de la llegada del virus a Óscar, quien luego de consumir un hongo psilocibio tiene una alucinación que muestra a modo de metáfora un monstruo de bruma como representación de la tragedia que se avecinaba:

Óscar, asustado, quiso gritar y llamar a Javier, mas no podía mover un solo músculo, su mirada estaba clavada en el gigante brumoso. Y entonces el coloso tuvo hambre y, goyesco, se inclinó y hundió sus manos en las aguas de bruma y, al azar, comenzó a sacar hombres de lo hondo del valle. Algunos gritaban mientras se perdían en sus fauces de humo. Y en cada uno de los que morían Óscar reconoció una parte de su propio rostro.

Otro texto paradigmático de la literatura LGBT costarricense de finales del siglo fue el cuento «Bienvenido a tu nueva vida», publicado por Uriel Quesada en 1999 en la revista Áncora. La trama del relato, que recuenta con lenguaje sencillo la historia de un muchacho en un tren que se encuentra a una pareja inglesa recién casada y que luego recibe sexo oral por parte del hombre inglés, produjo controversia luego de su aparición.

## SigloXXI

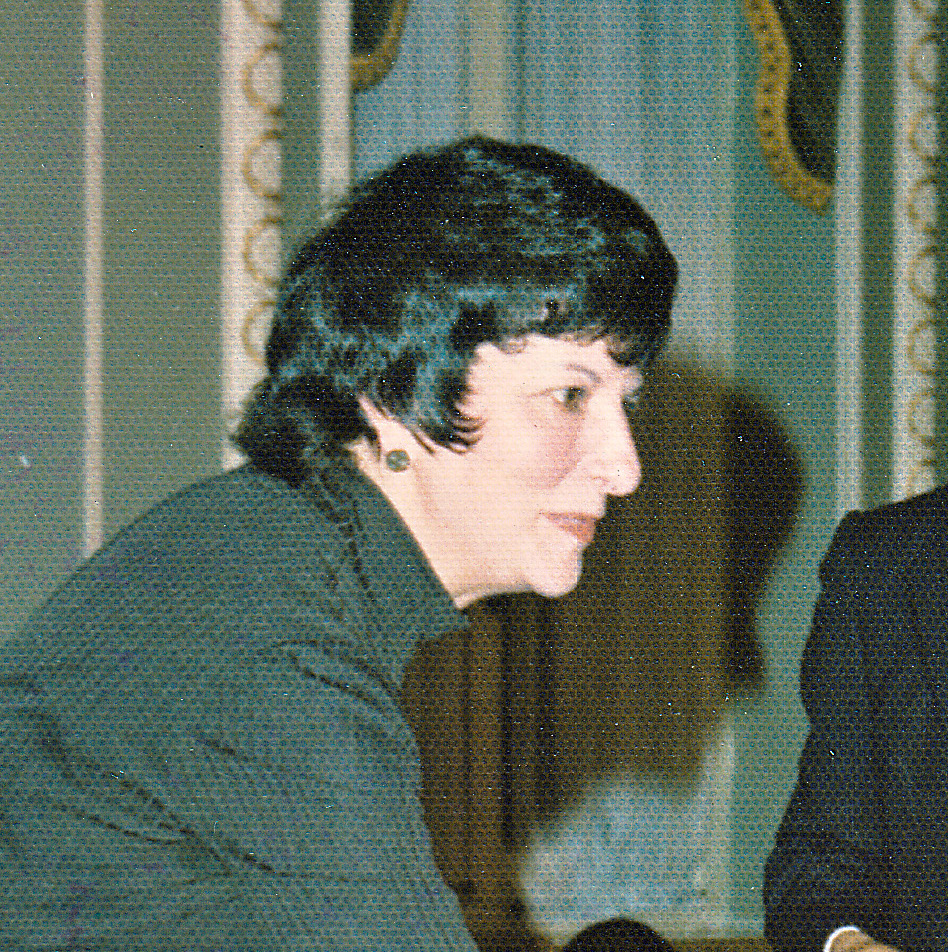
Carmen Naranjo, autora de la novela Más allá del Parismina (2000).

El siglo XXI empezó con la publicación de Más allá del Parismina (2000), última novela de la reconocida escritora Carmen Naranjo y en la que abordó el lesbianismo a través de la historia de Isabel, una mujer que huye a causa de la violencia de género a una tierra mítica cruzando el río Parismina y termina encontrando una pareja femenina. Años antes, Naranjo había explorado la transición sexual en su relato «Simbiosis del encuentro» (1988), donde una pareja heterosexual que había perdido la pasión descubre que la mujer se estaba transformando en hombre y el hombre en mujer, lo que provoca que el esposo quede embarazado.
Otras obras con temáticas LGBT que aparecieron en los primeros años del siglo incluyen las novelas Amor en la selva (2000) de  Eduardo Saxe Fernández, además de El más violento paraíso (2001) y Canciones a la muerte de los niños (2005), de Alexánder Obando, quien también es conocido por haber editado la antología de ficción LGBT costarricense La gruta y el arcoíris (2008), primera obra recopilatoria de literatura LGBT en América Central. José Otilio Umaña, por su lado, es reconocido por las colecciones de cuentos Bailando en solitario (2008) y Cosas de hombres (2009), ambas centradas en las vidas de personajes LGBT.

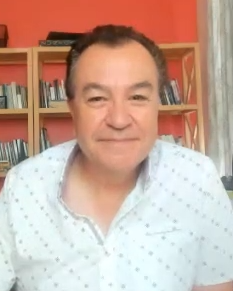
Uriel Quesada, autor de la novela El gato de sí mismo (2005).

La figura de Uriel Quesada continuó posicionándose con obras como la colección de cuentos Lejos, tan lejos (2004) y la novela El gato de sí mismo (2005), considerada una de sus obras más notables y ganadora del Premio Nacional Aquileo J Echeverría. La trama de la novela sigue a modo de autobiografía la vida de Germán Germanóvich, un muchacho cuyos pensamientos mezclan realidad con fantasía y que parte de su hogar hacia Santa Cruz para escapar del rechazo de su padre y se enamora de un muchacho llamado Íñigo. Quesada fue además uno de los editores de la obra en idioma inglés Queer Brown Voices (2015), que reúne testimonios de activistas LGBT de distintos países de América Latina.
El interés por el rescate de la historia de las poblaciones costarricenses pertenecientes a la diversidad sexual se vio reflejado en la publicación de dos novelas que reprodujeron la vida de estas comunidades durante los últimos años del siglo XX: Como una candela al viento (2009), de Sebastián Rojo, e Impúdicas pasiones. Una historia de amor diferente (2011), de Julián A. Garner, ambas firmadas bajo seudónimos.
La literatura testimonial ha estado representada en años recientes por obras como Atrevidas. Relatos polifónicos de mujeres trans (2019), libro de relatos en el que la escritora Camila Schumacher reprodujo las historias que le fueron narradas por mujeres transgénero pertenecientes al colectivo Transvida. La obra se hizo acreedora al Premio Nacional Aquileo J Echeverría en la categoría cuento en su edición de 2019.